# Хлебников, Пётр Кириллович
Пётр Кири́ллович Хле́бников (17 (28) декабря 1734, Коломна — 17 (28) декабря 1777, Санкт-Петербург) — коломенский купец, генерал-аудитор-лейтенант, библиофил, владелец значимой частной библиотеки.

## Биография
Родился 17 (28) декабря 1734 года в семье коломенского купца Кирилла Филиппова Хлебникова в приходе церкви Воскресения в Крепости. Другие дети Кирилла, Алексей и Яков, родившиеся в 1736 и 1737 годах, стали купцами 2-й гильдии, торговали солёной рыбой и икрой. 
Служил в штате графа К. Г. Разумовского. По словам современников, он имел безмерную любовь к словесным занятиям и с особой страстью собирал рукописи, книги, газеты, периодические издания и даже летучие листки со стихотворениями, речами, эпиграммами, объявлениями и т. п. Таким образом он составил весьма ценную библиотеку, богатую, главным образом, редкими изданиями и манускриптами, среди которых был так называемый Хлебниковский список древней летописи, которым пользовался Н. М. Карамзин при написании первых томов «Истории Государства Российского». В библиотеке, известной под именем Хлебниковской (затем — Хлебниково-Авчуринской, по нахождению её в усадьбе Авчурино), хранилось полное собрание русских газет и периодических изданий XVIII века. Значительно преумножил библиотеку его сын, Николай Петрович. Библиотека по наследству досталась сначала Д. М. Полторацкому, женившемуся на дочери П. К. Хлебникова, а потом — известному библиофилу С. Д. Полторацкому.
В истории русской промышленности П. К. Хлебников известен как владелец (с 1773 г.) первой в России игольной фабрики (основана в 1717 г. в Пронском уезде) и как владелец Благовещенского медеплавильного завода.
На средства П. К. Хлебникова были изданы: «Древняя степенная книга» (Москва, 1775), «Японская история» (Москва, 1773), «Краткая летопись Малыя России с 1506 по 1776 год» (Санкт-Петербург: Печ. при Арт. и инж. шляхет. кадет. корпусе, у Х. Ф. Клеэна, 1777. - [8], 242, LX, [2], 118 с.;  «издана Васильем Григорьевичем Рубаном»), «Скифская история» Андрея Лызлова. Ч. 1 (Санкт-Петербург: [Тип. Сухопут. кадет. корпуса], 1776. — [8], 166, [2] с.; «издана Николаем Новиковым») и многое др.
Скончался в Санкт-Петербурге 17 (28) декабря 1777 года, прожив 43 года и 1 день и оставив супругу и двоих детей; погребён на Лазаревском кладбище Александро-Невской лавры.

## Семья
Жена — Ирина Яковлевна Петрова, дочь купца Якова Семеновича Петрова, владельца Нязепетровского чугунолитейного и железоделательного завода.
Сын — коллежский асессор Николай Петрович Хлебников. По наследству от отца достался Благовещенский медеплавильный завод и игольные фабрики села Истьи.
Дочь — Анна Петровна Полторацкая. По наследству от отца досталась Красносельская бумажная фабрика. По наследству от брата достались остальные фабрики.

## Источник
- Хлебников, Петр Кириллович // Русский биографический словарь : в 25 томах. — СПб.—М., 1896—1918.
- Хлебников, Петр Кириллович // Энциклопедический словарь Брокгауза и Ефрона : в 86 т. (82 т. и 4 доп.). — СПб., 1890—1907.